# Parafia Nawiedzenia Najświętszej Maryi Panny w Lubszy
Parafia Nawiedzenia Najświętszej Maryi Panny – rzymskokatolicka parafia w Lubszy. Parafia należy do dekanatu Brzeg północ w archidiecezji wrocławskiej.

## Historia parafii
Erygowana została 3 stycznia 1856 roku. Księgi metrykalne prowadzone są od 1945 r. Obsługiwana jest przez kapłana archidiecezjalnego. Od 2005 roku proboszczem parafii jest ksiądz Józef Meler (wicedziekan).

## Liczba mieszkańców i zasięg parafii
Parafie zamieszkuje 2493 mieszkańców, zasięgiem duszpasterskim obejmuje ona:
- Lubsza,
- Garbów,
- Michałowice,
- Piastowice.[2]

## Kościoły i kaplice
- Kościół Nawiedzenia Najświętszej Maryi Panny w Lubszy - kościół parafialny,
- Kościół św. Michała Archanioła w Michałowicach - kościół filialny,
- Kaplica cmentarna w Lubszy,
- Kaplica cmentarna w Michałowicach.

## Wspólnoty i Ruchy
- Żywy Różaniec
- Straż Honorowa
- Eucharystyczny Ruch Młodych
- Dzieci Maryi
- Schola Parafialna
- Lektorzy
- Ministranci
- Parafialny Zespół Caritas